# Гарсия, Мануэль (старший)
Мануэ́ль Гарси́я (исп. Manuel del Pópulo Vicente García; полное имя Мануэ́ль дель По́пуло Висе́нте Гарси́а, часто именуется Мануэль Гарсия-отец, Мануэль Гарсия I или Мануэль Гарсия-старший; 21 января 1775 года, Севилья, Испания — 10 июня 1832 года, Париж, Франция) — испанский оперный певец (тенор), вокальный педагог, композитор и музыкант (гитарист). Противник певцов-сопранистов рубежа XVIII и XIX вв. Отец и вокальный наставник певиц Марии Малибран, Полины Виардо и баса Мануэля Гарсиа-младшего.
Мануэль Гарсиа родился 21 января 1775 года в Севилье. Его семья, по разным данным, имела маврское, еврейское или цыганское происхождение. Муж испанской актрисы и оперной сопрано Марии Хоакины Сичес Ирисарри, выступавшей под псевдонимом Хоакина Брионес (28 февраля 1780 — 10 мая 1864).
Первый исполнитель партии графа Альмавивы в «Севильском цирюльнике» и Норфолка в «Елизавете, королеве Английской» Россини. С большим успехом исполнил в 1821 году роль Отелло в парижской постановке одноимённой оперы. Один из персонажей тургеневской повести «Вешние воды» рассуждает:
Вот был человек! Никогда великий Гарсиа — il gran Garcia — не унижался до того, чтобы петь, как теперешние теноришки — tenoracci — фальцетом: всё грудью, грудью, voce di petto, si… И какой актёр! Вулкан, signori miei, вулкан, un Vesuvio! Я имел честь и счастье петь вместе с ним в опере dell’illustrissimo maestro Россини — в «Отелло»!
Автор ряда комических опер и тонадилий. Одна из песен Гарсии из тонадильи «Мнимый слуга» использована Бизе в опере «Кармен».
В 1808—1825 годах выступал в оперных театрах Парижа и Лондона. В 1825—1827 годах гастролировал в Соединённых Штатах Америки (вместе с детьми). В 1829 году организовал в столице Франции школу пения, где сам преподавал. Умер там же в возрасте 57 лет.
По словам Джеймса Радомски, «динамический перфекционизм Гарсии оставил влияние на трех континентах, а его дети принесли его наследие в XX век».